# Експериментална педагогија
Експериментална педагогија је педагошки правац, који се јавља крајем XIX и почетком XX века, чији је задатак био да се у проучавању педагошких појава, осим посматрања, уведе и експериментална метода. Дакле, овај педагпшки правац подразумева проучавање деце, њиховог развоја и васпитања помоћу емпиријских истраживања, пре свега применом експерименталних поступака.
Разлог настанка експерименталне педагогије треба тражити у развоју и стању природних и друштвених наука у другој половини 19. – тог вијека. Експеримент је настао у природнима наукама и проширио се на друштвене науке. Под утјецајем позитивизма, јавила се потреба да се педагогија изгради на „позитивним“ чињеницама васпитања и напусти дедуктивно - рационалистички метод и придружи се природним наукама. Увођење експеримената у психологију довело је до тога да су почели да се проучавају проблеми који су били повезани са проблемима којима се бавила педагогија.
Експериментална педагогија истражује развојну праксу. За своје ставове она тражи доказе и до закључака долази на основу чињеница утврђених у пракси. Она је емпиријска педагогија. За проучавање детета нису одговарале методе којима се користила досадашња педагогија. Дедукција овде није адекватна. Проучавање детета није могуће без чињеница. Посебна карактеристика експерименталне педагогије је метода којом се она користи, поступци које она примјењује у истраживању свога предмета. Представници експерименталне педагогије вјерују да ће „егзактни поступци“ којима се она служи омогућити прецизно утврђивање сигурнијих закључака и замењивање претпоставки чињеницама и доказима. Педагогија може постати „научна“ само ако полази од чињеница, ако се темељи на истинском. Она се не залаже само за експериментална истраживања него уопште за емпиријска проучавања у области развоја. Сматрана је једностраним педагошким правцем зато што се користила само експериментом и њиме се само могу ваљано проучити педагошки проблеми. За експерименталну педагогију је карактеристично мерење. Представници су термин „нова педагогија“, „експериментална педагогија“ употребљавали у истом значењу. Мада се експериментална педагогија чешће назива „научна педагогија“. Различити ставови о експерименталној и научној педагогији задржали су се до краја 20. века.

## Представници
Главна заслуга за конституисање експерименталне педагогије као послебног правца и разрада њених теоријских основа, припада двојици немачких педагога Августу Лају и Ернесту Мојману који се сматрају и оснивачима експерименталне педагогије. Ту су још у Француској Алфред Бине, У Америци Едвард Торндајк и Стенли Хол, у Русији Александар Петрович Нечајев, а познатији представник са наших простора био је Паја Рдосављевић.
Лај написао велики број књига намењених практичарима из области експерименталне педагогије, међу којима су Упутство за наставу правописа заснована на психолошким експериментима (1897), Упутства за наставу рачуна на нижем ступњу, заснована на дидактичким експериментима (1898), Експериментална дидактика и њене основе са посебним освртом на чула, вољу и делање (1903), напокон 1908. објављује своју Експерименталну педагогију са посебним освртом на васпитање помоћу активности. У том системском делу износи полазишта и принципе експерименталне педагогије и посебан поглед на васпитање. У центар васпитања ставља се активност појединца, његов чин изражавања и на тој основи изграђује посебну концепцију школе. Мојман пише рад Настанак и развој експерименталне педагогије, где открива ко се тада бавио експерименталном педагогијом и који су то проблеми на тај начин проучавани (интелектуални рад, румо, репродукција, развој дечијег говора...). Мојман прави разлику између психолошког и педагошког експеримента, залаже се уа индивидуални експеримент. Предмет експерименталне педагогије јесте психички и физички развитак детета. И старији и савремени представници експерименталне педагогије сматрају да у предмет педагошке науке могу да уђу само проблеми подложни експерименталном проучавању. Све остало је ван сфере науке па и експерименталне педагогије.
Међу изразитим представницима експерименталне педагогије треба поменути у Белгији Рајмона Биза ( Експериментисање у педагогији), у Швајцарској Роберта Дотрона ( Шта је експериментална педагогија) и у Француској Гостона Миалареа ( Нова научна педагогија). Треба рећи да је еспериментална педагогија уважавала само оно што се експериментално могло проверити, па је тако, супротстављајући се теоријској педагогији, отишла у другу крајност, запостављајући читав низ теоријских питања која није било могуће експериментално проверити.